# Digitaler Bilderdienst
Als digitalen Bilderdienst oder Printdienst bezeichnet man in der Fotografie einen Dienstleister, der Ausbelichtungen (sog. Prints, engl. für Druck) von digitalem beziehungsweise digitalisiertem Ausgangsmaterial in Fotolaboren erstellt.
Daneben bieten einige spezialisierte Dienstleister auch weitere Produkte an wie Dia-Ausbelichtungen von digitalen Daten auf Kleinbild-Film, die Erstellung von im Digitaldruck gedruckten Büchern mit eigenen Fotos, Fotokalender, Poster, Postkarten, Klappkarten, Visitenkarten, Spielkarten oder Fototapeten. Einige Anbieter erstellen auch großformatige Panoramadrucke in Formaten bis beispielsweise 1,10 m × 4,50 m.
Über das Internet erreichbare Bilderdienste bezeichnet man als Online-Bilderdienste.